# Kew. Rhone.
Kew. Rhone. è il primo album in studio frutto della collaborazione tra il bassista, cantante e compositore gallese John Greaves e il cantautore e chitarrista statunitense Peter Blegvad.
È un concept album costituito da un ciclo di canzoni (composte da Greaves con testi di Blegvad, che li strutturò su diversi giochi di parole e figure di suono) che ruota attorno al concetto filosofico di "nome", alle sue correlazioni con la musica e l'immagine, e al rapporto tra percezione e realtà. Venne registrato con la partecipazione della corista Lisa Herman (anch'essa statunitense) e di altri musicisti a Woodstock nell'ottobre 1976 e pubblicato nel Regno Unito nel marzo 1977 dalla Virgin Records (che lo accreditò in copertina a "John Greaves, Peter Blegvad, Lisa Herman", mentre nel proprio catalogo e nel dorso della confezione soltanto ai primi due) e negli Stati Uniti l'anno dopo dall'Europa Records.
Seppur all'epoca acclamata dalla critica musicale di tutto il mondo, l'opera fu un insuccesso di vendite. Con il tempo è tuttavia diventata oggetto di culto, tanto da essere considerata «un capolavoro sfortunatamente trascurato del rock progressivo degli anni '70». Nella versione rimasterizzata in Enhanced CD, distribuita dalla Voiceprint Records nel 1998, venne inclusa una traccia multimediale interattiva intitolata Kew. Rom.

## Produzione
Durante il suo periodo di studi presso il Pembroke College di Cambridge, John Greaves venne approcciato dai musicisti Fred Frith e Tim Hodgkinson, che lo convinsero nel 1969 a prendere parte al proprio gruppo musicale progressive rock, gli Henry Cow, grazie ai quali conobbe nel 1974 Peter Blegvad, chitarrista del complesso di pop sperimentale anglo-tedesco Slapp Happy. In quell'anno, infatti, le due band si erano unite e avevano iniziato a registrare Desperate Straights, il loro primo album in tandem. Greaves e Blegvad scrissero assieme un brano, Bad Alchemy, e rimasero molto soddisfatti di questa loro prima collaborazione.
Dopo aver prodotto il loro secondo lavoro in studio, In Praise of Learning, pubblicato agli inizi del 1975, i due gruppi si divisero e Blegvad tornò a New York City, dove trovò impiego come illustratore, disegnando gli sfondi per alcuni film d'animazione tratti dalle strisce a fumetti dei Peanuts. L'anno dopo, Greaves lasciò allo stesso modo gli Henry Cow e lo raggiunse per iniziare a lavorare sul progetto Kew. Rhone (la cui title track aveva già sbozzato nel 1974), che sarebbe stato finanziato dalla Virgin Records, etichetta discografica delle loro rispettive band.
Complessivamente, il duo spese più di tre mesi di tempo per perfezionare e portare a compimento la composizione delle tracce. Greaves si occupò della musica (che il collega definì «intricata, imprevedibile, come uno spettacolo [...] da un mondo parallelo»), ispirandosi al «musical teatrale - nelle sue accezioni più nobili e colte» e guardando in particolare ai lavori dei compositori Kurt Weill e Leonard Bernstein e al gruppo della scena di Canterbury Soft Machine, mentre Blegvad stese i testi, che assunsero connotazioni «surreali» per via dei numerosi giochi verbali e poetici che vi inserì, quali anagrammi, palindromi, enumerazioni e rema, e che furono accompagnati da disegni e diagrammi, stampati nel retro della copertina o al suo interno, «da utilizzare in combinazione con le parole» e la cui consultazione sarebbe stata fondamentale per la comprensione in sede d'ascolto. Tale tecnica, detta "cartooning", fu successivamente impiegata da quest'ultimo anche nell'ambito fumettistico, quando ideò una serie di strisce settimanali per il periodico The Independent on Sunday intitolata Leviathan, nella quale, di fatto, fu ulteriormente esplorato lo stretto rapporto tra la parola e l'immagine.
Blegvad scrisse pertanto deliberatamente dei versi che nulla avevano a che fare con la musica, per rendere l'esperienza d'ascolto ancor più interessante: «Per [capire] le parole devi quasi interrompere il disco e leggerle, facendo riferimento alle illustrazioni sulla copertina.» In un'intervista del 1996, condotta al MIMI Festival di Arles assieme a Greaves e Chris Cutler (suo amico nonché ex-batterista degli Henry Cow), aggiunse che essi erano «sperimentali e confusi» per venire a patti con le partiture, così complicate e difficili da eseguire.
Dal punto di vista contenutistico, i testi esplorano i temi dell'Omen (la lettura e interpretazione dei segni), del Nomen (il potere dei nomi, i pro e i contro dell'identità) e del Numen (lo spirito nella materia, il numinoso), interconnessi tra loro e con richiami all'archeologia, alla patafisica, all'amore sessuale e al «perdere e trovare». A proposito della loro genesi, il chitarrista spiegò: «Il risultato imprevisto di provare (fingere) di non scrivere sui miei sentimenti [...] era di comprimere quelle emozioni in metafore improbabili, e quindi forse più efficaci.»

### Registrazione
Completata la fase di scrittura, nell'ottobre 1976 Blegvad e Greaves si diedero appuntamento presso lo studio di registrazione Grog Skill, a Woodstock, un piccolo comune dello Stato di New York vicino ai Monti Catskill, per iniziare le sedute di incisione di Kew. Rhone.. Lo spazio era di proprietà dei musicisti jazz Michael Mantler e Carla Bley, i quali non solo accolsero i due compositori, ma si prestarono addirittura a essere i loro musicisti di supporto principali, coadiuvati, oltre che da Lisa Herman, dal batterista jazz d'avanguardia Andrew Cyrille e dal violinista Michael A. Levine, all'epoca dodicenne.
La Bley raccontò che in quel periodo vigeva un voto di segretezza circa il significato esatto o sul luogo in cui si trovasse questo "Kew. Rhone." Blegvad a tal proposito disse che l'obiettivo era quello di «illuminare senza dissipare il mistero di un'opera progettata per resistere all'interpretazione, anche se l'invita.»

## Copertina
(Marcus O'Dair, The Curious Case Of Kew. Rhone. And Peter Blegvad)

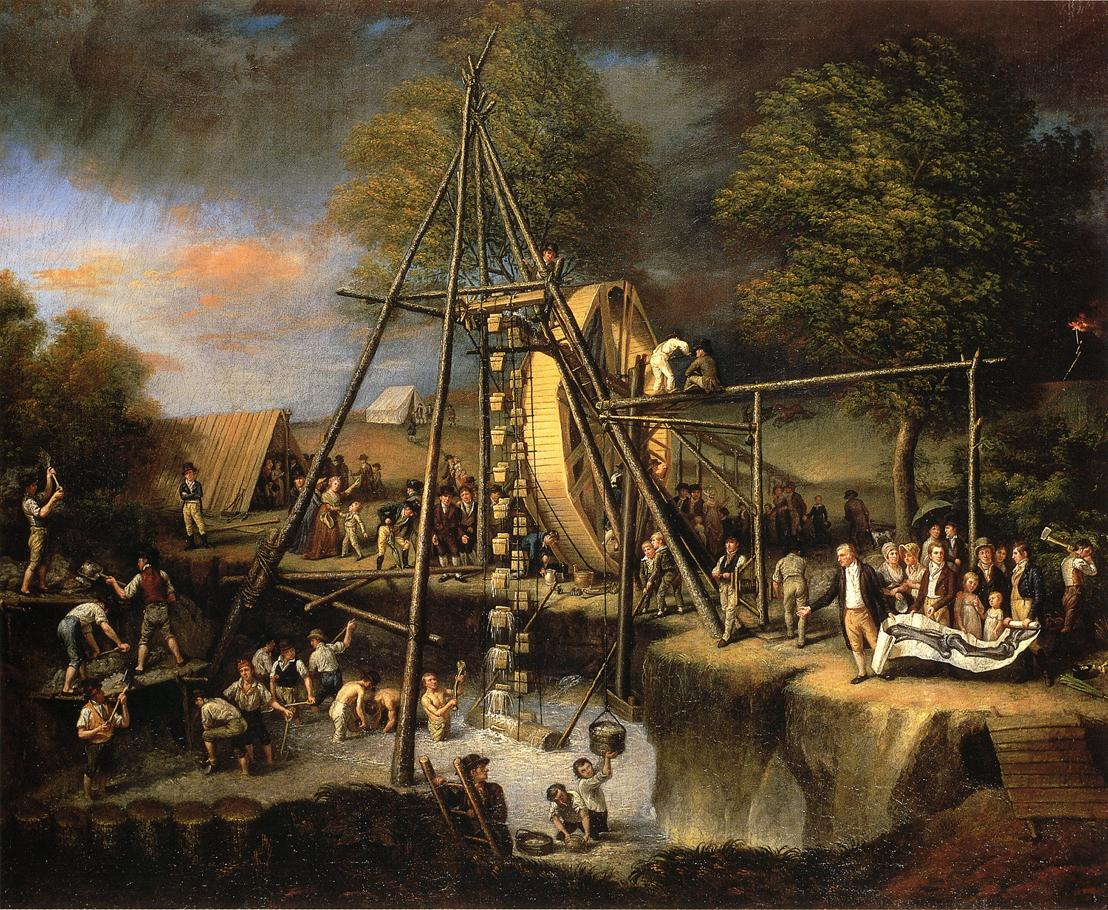
Exhuming the First American Mastodon, eseguito da Charles Willson Peale per documentare il sito d'esumazione, da lui condotto nel 1801, di un mammut ritrovato nei pressi di Montgomery (New York), che risultò essere «il primo scheletro preistorico al mondo completamente articolato»

Come copertina di Kew. Rhone. venne scelta una riproduzione del dipinto del pittore e scienziato statunitense Charles Willson Peale Exhuming the First American Mastodon (1806–1808), fulcro tematico di molte composizioni dell'album. In primis, di Seven Scenes from the Painting 'Exhuming the First American Mastodon' by C. W. Peale, che affronta, tentando d'interpretare la scena rappresentata con «un disprezzo spudorato per l'intento originale del pittore», i «pericoli dell'essere nominati o definiti» e che descrive un mondo in cui «la definizione è acquisita quando la libertà è perduta». Importante in tal senso fu l'ispirazione di un proverbio rumeno (inserito in un altro pezzo, Twenty-Two Proverbs): «I nomi non sono una garanzia per le cose, ma le cose [lo sono] per i nomi». Tuttavia un riferimento al quadro è contenuto anche nel testo della title track. Questi è stilisticamente suddiviso in due parti: la prima è composta da vari anagrammi del titolo (come «We who knew no woe», «We who were her hero», «When we were on her knee», «When we knew her» e «When we were one»), mentre la seconda reitera il noto verso palindromo «Peel's foe, not a set animal, laminates a tone of sleep» (considerato «il più lungo palindromo grammaticalmente corretto nella musica popolare»), in cui il termine "Peel" è uno storpiamento del cognome "Peale" e "foe" (in inglese "l'avversario", "l'opponente"), è riferito al mammut che l'artista sta tentando di portare alla luce. Blegvad spiegò che l'animale non è «posato» («set») perché si sta godendo l'attenzione dei suoi escavatori, affermando che probabilmente quella è la sua «ora più bella». 
A Kew. Rhone. si aggancia il breve One Footnote (to Kew. Rhone.), nel quale vengono presentati ulteriori anagrammi, quali «Horn, honk, heron, hew, keener, hone» e «Owner, week, new, row, error, reek, whore». Sempre il chitarrista esplicò il significato di questa composizione, dicendo che «l'idea di un testo che ha un sottotesto occulto è compresa nella natura della nota a piè di pagina».
Infine, in Pipeline, descritta da Greaves come una «fenomenologica bossa nova in 7/4», una signora e due gentiluomini ragionano sulle implicazioni che comporterebbe una conduttura scavata, riferendosi a quella che viene mostrata nel dipinto. I primi tre versi del testo infatti sono:
Figure B. illustrates the assertion —

"ambiguity can't be measured like a change of temperature"
Figure C. consists of a list of assorted equipage.

A gentleman imagines how the items on the list would look if only part exhumed (he thinks they wouldn't look unlike a length of pipe).»
Figura B. illustra l'asserzione — 
"l'ambiguità non può essere misurata come un cambiamento di temperatura"
Figura C. comprende un elenco di apparecchiature assortite. 
Un gentiluomo immagina come sarebbero gli oggetti nella lista se solo una parte fosse riesumata (pensa che non sembrerebbero diversi dalla lunghezza della tubatura).»
(Le prime tre coppie di versi del testo analizzate nell'Amateur's Pamphlet on Kew. Rhone.)

### Titolo
Come accennato, Blegvad volle mantenere un alone di mistero circa il significato del titolo dell'album, affermando che «quando si considerano i significati di Kew. Rhone. possiamo solo indovinarli, non possiamo conoscerli – il che disgusterà alcune persone. La gente che vuole risposte definitive non riesce a ottenere tutto ciò che c'è da ottenere dall'esperienza di Kew. Rhone. Personalmente, mi sento più a mio agio con il dubbio che con la certezza. Ciò che Keats chiamava Capacità Negativa».
Secondo il sito web Jazz Music Archives, "Kew. Rhone." sarebbe un accostamento dei nomi Kew, un distretto del quartiere londinese Richmond upon Thames, e "Rhône", cioè "Rodano" in inglese, che può essere un riferimento sia al fiume sia all'omonima valle nel Sud della Francia nota per la produzione vinicola.
Clive Bell del periodico The Wire, in un articolo pubblicato nel febbraio 2015, sostenne invece che il termine potrebbe essere l'anagramma di "Knowhere" ("Ovunque" in italiano), sulla scia di ciò che fece Samuel Butler per il titolo del suo romanzo del 1872 Erewhon, ovvero dall'altra parte delle montagne (da "Nowhere").

## Pubblicazione ed edizioni rimasterizzate

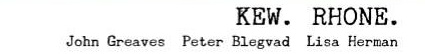
Il nuovo logo dell'edizione rimasterizzata a cura della Recommended

Kew. Rhone. venne pubblicato in Inghilterra nel marzo 1977 dalla Virgin Records, lo stesso giorno dell'esordio dei Sex Pistols Never Mind the Bollocks, Here's the Sex Pistols, in quanto la casa discografica era ormai decisa ad andare incontro alla nascente cultura punk.
Venne ridistribuito nel 1991 sempre dalla Virgin per la prima volta su CD. Sette anni più tardi, la Voiceprint Records lo ristampò su enhanced CD con la traccia multimediale interattiva Kew. Rom., contenente informazioni sulla produzione dell'album, interviste con gli artisti coinvolti e versioni alternative delle canzoni. Nel 2004 la francese Le Chant du Monde fece uscire una terza versione rimasterizzata, questa volta con due tracce bonus, ovvero le demo Lisa Peter & John Practice Bad Alchemy... e ...And Almost Get It Right, mentre nel 2015 la Recommended ne distribuì una quarta (con una nuova copertina, totalmente in bianco e nero e con un nuovo tipo di carattere per il titolo), e questa volta senza pezzi aggiuntivi, giustificando così tale scelta: «Il classico restaurato. Nessuna traccia in più, solo questa versione leggendaria così come è stata originariamente concepita. [...] È uno di quei dischi che riassume un momento; un momento creativo in cui le idee sono state chiaramente messe a fuoco e devono essere semplicemente messe giù.»

## Accoglienza e influenza
| Recensione     | Giudizio                                 |
| -------------- | ---------------------------------------- |
| AllMusic       |                                          |
| Babyblaue      | 11/15 (Udo Gerhards) 14/15 (Dirk Reuter) |
| Piero Scaruffi |                                          |

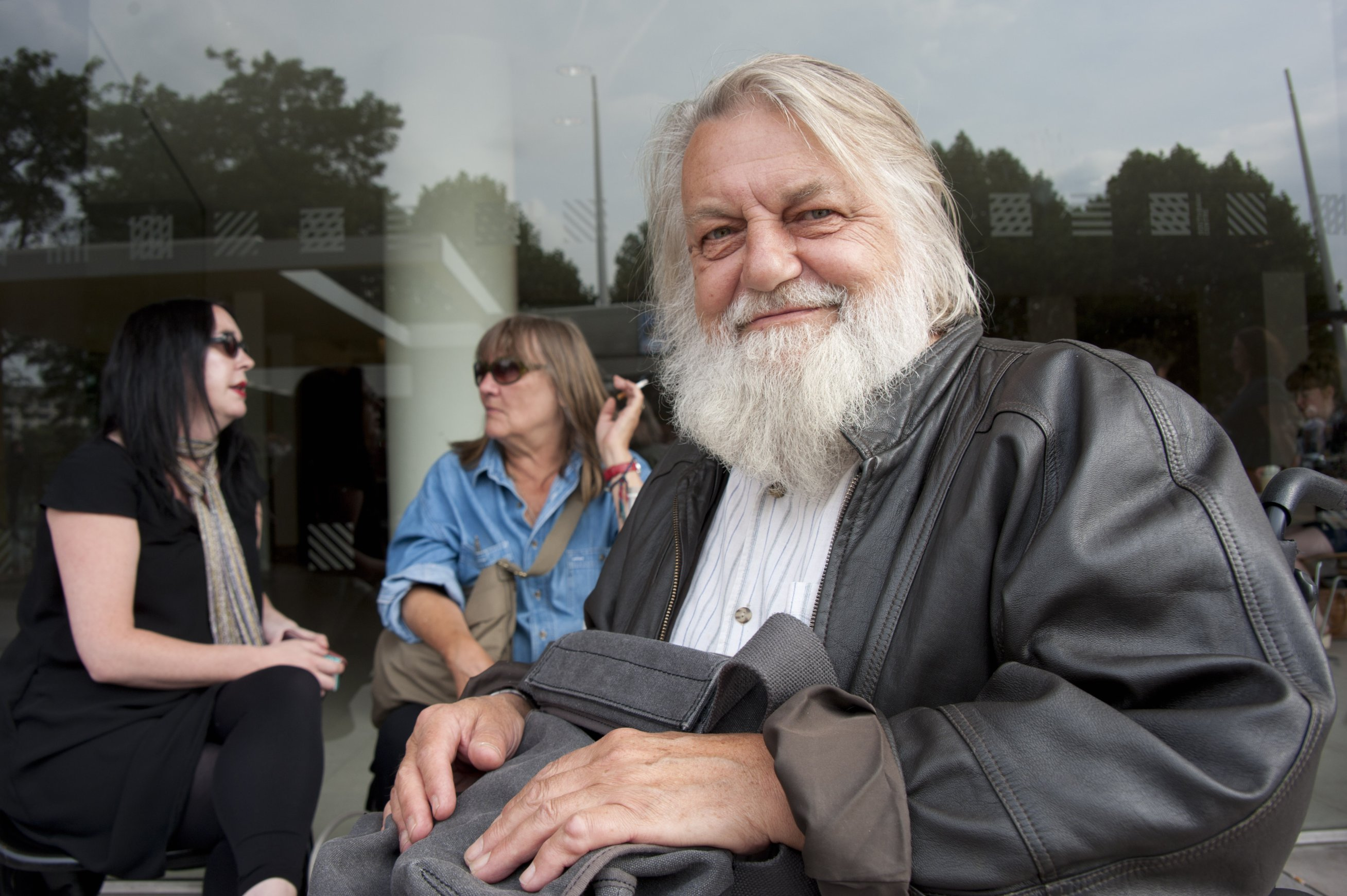
A Robert Wyatt piacque così tanto Kew. Rhone. che ne acquistò due copie in vinile, «nel caso in cui la prima si consumasse!»

Come anticipato, Kew. Rhone. alla sua uscita ricevette ampi consensi dai critici musicali, ma fu allo stesso tempo una delusione dal punto di vista delle vendite, a causa dello «zeitgeist anti-intellettuale dell'Inghilterra degli anni '70», che portò invece al trionfo commerciale di Never Mind the Bollocks, Here's the Sex Pistols dei Sex Pistols. Nel numero del periodico NME del 23 aprile 1977, Andy Gill, giornalista musicale e chitarrista co-fondatore del gruppo New Wave inglese Gang of Four, scrisse: «È completamente diverso da qualsiasi altro album nel quale potresti imbatterti.» Il critico italiano Piero Scaruffi gli diede un 7 su 10, affermando che «la musica è ingegnosa quanto lo sono i "testi"» e la inserì al diciannovesimo posto della sua classifica dei più grandi lavori della scena di Canterbury. In più, collocò l'edizione distribuita dall'etichetta discografica Europa in un'altra sua lista, quella delle migliori opere del 1983, alla ventitreesima posizione.
Con il passare del tempo, l'album divenne un oggetto di culto, venendo elogiato ancor più nelle retrospettive musicali. 
Il musicista inglese Robert Wyatt, co-fondatore dei Soft Machine, ne fu un grande estimatore e affermò a suo riguardo:
(Robert Wyatt)
Stewart Mason del sito web AllMusic lo acclamò in una recensione retrospettiva, in cui gli assegna quattro stelle e mezzo su cinque e lo definisce come un capolavoro dimenticato del rock progressivo degli anni settanta, «un brillante amalgama del gusto pop distorto degli Slapp Happy, dell'approccio collettivo all'improvvisazione degli Henry Cow, dello spirito astuto della scena prog rock di Canterbury» e «un album impegnativo ma sorprendentemente accessibile che premia tutta l'attenzione che l'ascoltatore offre». Della stessa opinione furono sia Udo Gerhards sia Dirk Reuter, del portale tedesco dedicato al progressive rock Babyblaue: il primo gli conferisce un voto di 11 su 15 e lo considera «più accessibile di molte cose dall'area RIO», mentre il secondo gli dà una valutazione di 14 su 15, dicendo che «Se lo ascolti in modo concentrato, si apre un mondo sonoro molto speciale che o ami o odi».

Scrivendo per BBC Online, anche Peter Marsh lo reputò «uno dei grandi album perduti dei "seventies"», trovandolo «surreale, esasperante, complesso e sciocco in parti quasi uguali.», mentre Clive Bell, nell'articolo del febbraio 2015 di The Wire, scrisse che «come una produzione di Peter Greenaway, l'opera è un armadio pieno di presagi e giochi [...], con la consapevolezza di Blegvad che il suo tentativo di scrivere testi non espressivi, sopprimendo le sue emozioni, stava facendo riapparire quelle emozioni a un livello più profondo. Quindi i palindromi da corsa della title track mascherano un lamento per l'infanzia perduta. L'elenco di Nine Mineral Emblems costituisce una lettera d'amore ("I am your cave, your mine")». Lo scrittore britannico Jonathan Coe apprezzò molto il disco, chiedendosi: «Come, in nome di Dio, uno potrebbe tirar fuori da testi così obliqui, così oscuri, così cerebrali e fashion canzoni così memorabili?» Stessa opinione positiva l'ebbe anche il poeta sperimentale statunitense Andrew Joron, il quale affermò: 
(Andrew Joron)
Il musicologo italiano Lorenzo Barbagli, all'interno del suo saggio del 2014 After the Flood - Progressive Rock 1976-2010, scrisse che l'album è «uno dei massimi vertici dell'arte canterburiana e del Rock In Opposition. L'opera è una pressoché perfetta unione che rimane in bilico tra questi due generi dato che, pur affondando le mani nell'emancipata avanguardia degli Henry Cow, riesce a mantenere un legame con la malinconica canzone jazz di marca wyattiana, nonostante l'inusuale utilizzo di dissonanze e ritmiche articolate». Marco Sgrignoli della rivista on-line Ondarock indicò nel 2023 l'opera tra i quaranta dischi del tardo prog britannico e scrisse che «la formula risultante, sospesa fra ieraticità brechtiane e canzone d’autore, scherzi canterburiani e oscurità sperimentali, è un unicum nel panorama dell’epoca.»

### DopoKew. Rhone.

Lisa Herman (a destra) durante il concerto del 2008 a Les Abattoirs

L'esperienza musicale di Kew. Rhone. venne portata avanti dapprima in Accident (del 1982), l'album solista di Greaves, realizzato quasi totalmente con la stessa suddivisione compositiva (quindi l'uno occupato all'accompagnamento, mentre l'altro ai testi), e poi in The Naked Shakespeare (del 1983), opera invece del solo Blegvad, in cui tre canzoni (compreso il singolo How Beautiful You Are) furono sempre scritte in tandem con il chitarrista gallese.
Nel 1987 i due fondarono il gruppo art rock The Lodge, il cui unico lavoro, Smell of a Friend, pubblicato nel 1988, venne ritenuto il reale prosieguo di Kew. Rhone., vista la partecipazione di Lisa Herman e un'«attenzione rivolta alla creazione di canzoni pop eccentriche, letterarie, ma comunque accessibili». Scioltosi l'anno successivo, non realizzarono più niente insieme fino al 1995, quando fecero uscire Unearthed, una raccolta di storie scritte da Blegvad e musicate da Greaves. Nei concerti dal vivo che seguirono, suonarono assieme a Chris Cutler come The Peter Blegvad Trio.
Nel frattempo, John Greaves ri-registrò con Wyatt alla voce due composizioni da Kew. Rhone., la title track e Gegenstand, e le inserì nel suo album Songs, pubblicato il 19 novembre 1996.
Il 24 maggio 2008, l'opera del 1977 venne eseguita dal vivo, nella sua interezza per la prima volta dalla sua uscita, in un concerto tenutosi all'interno del museo Les Abattoirs nella Bourgoin-Jallieu, in Francia. La formazione, al completo, era costituita da:
- John Greaves - pianoforte, voce

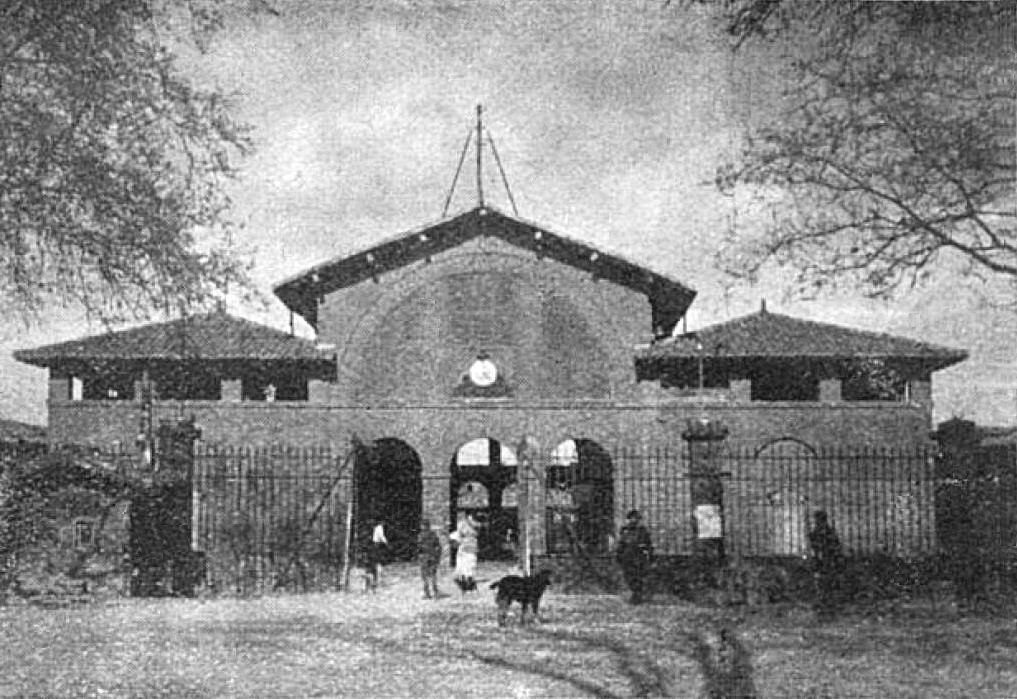
Il museo Les Abattoirs (qui nel 1929)

- Peter Blegvad - voce, programmazione elettronica
- Lisa Herman - voce
- Jef Morin - chitarra
- David Lewis - tromba, flicorno soprano
- Daniel Yvinec - basso elettrico
- Simon Goubert - batteria
- Cecile Bohler - coro

### Amateur's Pamphlet on Kew. Rhone.
Circa otto anni dopo la pubblicazione, Peter Blegvad scrisse un pamphlet su Kew. Rhone. sotto lo pseudonimo de "gli editori dell'Amateur". Apparso sul numero di maggio del 1985 della rivista RēR Quarterly, affiliata all'etichetta discografica indipendente Recommended Records fondata dal collega Chris Cutler, esso divenne successivamente una «pubblicazione» online a tutti gli effetti, nonché una collezione di scritti e opere artistiche dell'autore.
Con questo pamphlet Blegvad fornì ulteriori spiegazioni circa Kew. Rhone., allegando l'artwork della copertina, illustrazioni e diagrammi aggiuntivi relativi alle varie canzoni e i loro testi. Tra questi, vi è quello di Frenzy, un outtake delle sessioni di registrazione mai incluso nell'album (ma era stato comunque inserito nel sampler EP Recommended Records Sampler, uscito nel maggio 1982) e che prosegue sulla linea d'analisi del dipinto di Peale.

### Kew. Rhone.: il libro
(Una domanda dell'intervista di Marcus O'Dair The Curious Case Of Kew. Rhone. And Peter Blegvad, pubblicata da The Quietus il 17 febbraio 2015)
Il 6 giugno 2011 Uniformbooks pubblicò un libro su Kew. Rhone, scritto da Blegvad con contributi di Greaves, Herman e di numerosi altri scrittori e musicisti. Il 17 febbraio 2015 il chitarrista venne intervistato dal giornalista e docente universitario britannico Marcus O'Dair per il periodico The Quietus, al quale dispiegò la struttura dello scritto, che sarebbe suddiviso in due parti: la prima è uno svisceramento di ogni traccia dell'album, mentre la seconda raccoglie le impressioni e i commenti degli estimatori dell'album, tra cui Wyatt e Coe, e dei collaboratori come Andrew Cyrille e Carla Bley. Riguardo alla sua genesi, O'Dair scrisse che la succitata «tensione triangolare» tra parole, musica e disegni suggeriva questa propensione dell'autore a trasformare l'album in un libro; in più, Blegvad ebbe a dire: «Come ho scritto nel 1985, alcune opere di alcuni artisti non sono complete fino a quando non sono state completamente glossate, fino a quando i commenti e l'esegesi, come le colonie di limpette aggrappate, hanno esteso i contorni originali e reso il lavoro di uno l'opera di molti. Kew. Rhone. è un lavoro del genere. Si strugge per annotazioni e analisi. Nessun altro lo avrebbe fatto, quindi l'ho fatto io. Anche se mi ci sono voluti 30 anni – e l'incoraggiamento e il supporto creativo di Colin Sackett.»

## Tracce
Tutte le composizioni sono opera di John Greaves (musica) e Peter Blegvad (testi).

### Edizione originale in vinile (V 2082)
Lato A
1. Good Evening – 0:33
2. Twenty-Two Proverbs – 4:06
3. Seven Scenes from the Painting 'Exhuming the First American Mastodon' by C. W. Peale – 3:32
4. Kew. Rhone. – 3:04
5. Pipeline – 3:39
6. Catalogue of Fifteen Objects and Their Titles – 3:35

Durata totale: 18:29
Lato B
1. One Footnote (to Kew. Rhone.) – 1:29
2. Three Tenses Onanism – 4:06
3. Nine Mineral Emblems – 5:51
4. Apricot – 3:04
5. gegenstand – 3:44

Durata totale: 18:14
- Nota: l'ultimo pezzo, Gegenstand, venne indicato con l'iniziale minuscola[11] e in alcune copie fu addirittura omesso.[8]

### Edizioni rimasterizzate
Enhanced CD Voiceprint, 1998 (VP200CD)
1. Good Evening – 0:33
2. Twenty-Two Proverbs – 4:06
3. Seven Scenes from the Painting 'Exhuming the First American Mastodon' by C. W. Peale – 3:32
4. Kew. Rhone. – 3:04
5. Pipeline – 3:39
6. Catalogue of Fifteen Objects and Their Titles – 3:35
7. One Footnote (to Kew. Rhone.) – 1:29
8. Three Tenses Onanism – 4:06
9. Nine Mineral Emblems – 5:51
10. Apricot – 3:04
11. Gegenstand – 3:44
12. Kew. Rom. (Traccia interattiva multimediale)

Durata totale: 36:43
Edizione rimasterizzata Le Chant du Monde, 2004 (274 1197)
1. Good Evening – 0:33
2. Twenty-Two Proverbs – 4:06
3. Seven Scenes from the Painting 'Exhuming the First American Mastodon' by C. W. Peale – 3:32
4. Kew. Rhone. – 3:04
5. Pipeline – 3:39
6. Catalogue of Fifteen Objects and Their Titles – 3:35
7. One Footnote (to Kew. Rhone.) – 1:29
8. Three Tenses Onanism – 4:06
9. Nine Mineral Emblems – 5:51
10. Apricot – 3:04
11. Gegenstand – 3:44
12. Lisa, Peter & John Practice Bad Alchemy... (demo) – 4:27
13. ...And Almost Get It Right (demo) – 2:19

Durata totale: 43:29

## Formazione
- John Greaves – voce, pianoforte, organo, basso elettrico, percussioni (in One Footnote (to Kew. Rhone.)[64])
- Peter Blegvad –  voce, chitarra acustica, chitarra elettrica, sassofono tenore (in Pipeline[64])
- Lisa Herman – voce, cori[64]

### Band di supporto
- Andrew Cyrille – batteria, percussioni[25]
- Michael Mantler – tromba, trombone[25]
- Carla Bley – voce, sassofono tenore (in One Footnote (to Kew. Rhone.), Good Evening[15])
- Michael A. Levine – violino, viola, cori (in Nine Mineral Emblems[64])
- Vito Rendace – sassofono alto, sassofono tenore, flauto[64]
- April Lang – cori (in Pipeline, Three Tenses Onanism[64])
- Dana Johnson – cori (in Twenty Two Proverbs[64])
- Boris Kinberg – legnetti, tastiere (in Pipeline[64])

### Produzione
- Michael Mantler – ingegnere del suono[25]
- Les Corsaires e Voiceprint – produttori di Kew. Rom.[4]
- François Ducat – coordinatore e ideatore della copertina[25]
- Denis Thiriar – tecnico del missaggio[25]
- Serge G. – effettista fotografico[25]
- Contributi artistici di Peter Blegvad[25]